# Salang
Salang es un barrio rural  del municipio filipino de tercera categoría de Balábac perteneciente a la provincia  de Paragua en Mimaro,  Región IV-B.
En 2007 Salang contaba con  2.429 residentes.

## Geografía
El municipio insular de Balábac se encuentra situado en el extremo meridional de la provincia. Lo forman la isla de Balábac y otras menores: Pandanán, Bugsuk, Bancalaán, Ramos y de Mangsi
Linda al norte con la isla de  La Paragua, considerada continental;  al sur con el estrecho de Balábac que nos separa de  las islas de Balambangan y de Banguey (Banggi), adyacentes a la de Borneo y  pertenecientes al estado de Sabah en Malasia;  al este con Mar de Joló; y a poniente con el Mar del Oeste de Filipinas.
Este barrio, continetal, ocupa el norte de la isla de Balábac: Forman parte de este barrio  las islas de Candamarán y de Canabungán, así como el islote de Caxisigán (Matangala Island).
Este barrio linda al norte con la bahía de Candaramán, donde se encuentra los islote de Sanz y de Albay:  Esta bahía le separa del barrio insular  de Ramos en la isla de Ramos;
al sur con la Población, Príncipe Alfonso en isla de Balábac;
al este con el estrecho del Norte de Balábac donde se abre la bahía de Caboang;
y al oeste con la mar, ensenadas de Puerto Ciego y de Ramos y también con el barrio de Catagupán.

### Demografía
El barrio  de Salang contaba  en mayo de 2010 con una población de 2.533 habitantes.
Comprende los sitios de Panite, de Kinanmangon y de Silomsilom.

## Historia
Balábac formaba parte de la provincia española de  Calamianes, una de las 35 del archipiélago Filipino, en la parte llamada de Visayas. Pertenecía a la audiencia territorial  y Capitanía General de Filipinas, y en lo espiritual a la diócesis de Cebú.
De la provincia de Calamianes se segrega la Comandancia Militar del Príncipe, con su capital en Príncipe Alfonso, en honor del que luego sería el rey Alfonso XII, nacido en 1857.